# Aida Bahr
Aida Bahr es una destacada narradora, crítica, ensayista y guionista de cine cubana.

## Biografía
Nacida en Holguín, comenzó allí a escribir sus primeros cuentos, pero sería en Santiago de Cuba, ciudad a la que marcha para estudiar Filología en la Universidad de Oriente donde realmente desarrolla su vocación literaria. En su narrativa destaca la presencia constante de personajes femeninos golpeados por las circunstancias. 
Las obras de esta escritora le han permitido hacerse de un nombre en el ámbito de la narrativa cubana y figurar en numerosas antologías, tanto en las que abordan el cuento en su conjunto como en aquellas que atrapan el universo del género cuando son las mujeres quienes lo trabajan. Así, Aida Bahr ocupa un lugar muy destacado en esos libros puntuales que son Estatuas de sal, antología preparada por Mirta Yáñez y Marylin Bobes, y Mujeres 2, otra selección, impresa en Argentina, que recoge el universo de la mujer latinoamericana de hoy.
A través de un lenguaje fresco y un certero manejo de las técnicas de la narrativa contemporánea, refleja en sus cuentos complejidades y contradicciones humanas –de hombres y mujeres– que generan la realidad de la Cuba actual.
Algunas de sus obras han sido traducidas a otras lenguas.

## Libros de la autora
- Fuera de Límite (cuentos, Ediciones Uvero, 1983)

- Hay un gato en la ventana (cuentos, Letras Cubanas, 1984)

- Ellas, de noche (cuentos, Letras Cubanas, 1989)

- Rafael Soler, una mirada al hombre (ensayo, Oriente, 1995)

- Espejismos (cuentos, Unión, 1998)

- Las voces y los ecos (novela, Plaza Mayor, Puerto Rico, 2004 - Unión, Cuba, 2006)

- José Soler Puig: el narrador (ensayo, Ediciones Santiago, 2006)

- Ofelias (cuentos, Letras Cubanas, 2007). Premio Alejo Carpentier. Premio de la Crítica